# Arya Rajendran
Arya Rajendran (ur. 1999) – indyjska polityk, burmistrz Trivandrum (od 2020).

## Życiorys
Pochodzi z rodziny związanej z Komunistyczną Partią Indii (Marksistowską) (KPI (M)). Jej ojciec jest elektrykiem, matka natomiast agentem ubezpieczeniowym. Ukończyła Carmel Girls Higher Secondary School w Trivandrum. Studiuje matematykę w All Saints College, również w tym mieście. Wcześnie zaangażowała się w działalność społeczną, związała się z Bala Sangham, największą światową organizacją dziecięcą. Doszła ostatecznie do stanowiska szefa jej keralskich struktur. Podczas studiów wstąpiła do Federacji Studentów Indii (SFI), afiliowanej przy KPI (M). W stanowych wyborach samorządowych z 2020 kandydowała do rady miejskiej Trivandrum z dzielnicy Mudavanmugal, zdobywając mandat. Kandydata UDF, opozycyjnej koalicji skupionej wokół Indyjskiego Kongresu Narodowego pokonała różnicą przeszło pięciuset głosów. Decyzją sekretariatu partyjnego w Trivandrum wskazana na stanowisko burmistrza, stając się tym samym najmłodszym szefem władz municypalnych w Indiach, a także najmłodszym burmistrzem w historii kraju w ogóle. Zaprzysiężona została 28 grudnia 2020.
Wstąpiła w szeregi Komunistycznej Partii Indii (Marksistowskiej), zasiada w stanowym komitecie SFI. Ceniona za zdolności organizacyjne i oratorskie, jej awans postrzega się jako część wysiłków partii na rzecz dotarcia do młodych ludzi.

## Życie prywatne
W 2022 poślubiła K.M. Sachina Deva, posła do stanowego Zgromadzenia Ustawodawczego również reprezentującego Komunistyczną Partię Indii (Marksistowską). Para doczekała się jednego dziecka, urodzonej w sierpniu 2023 córki.